# 松島型防護巡洋艦
| 松島型防護巡洋艦   | 松島型防護巡洋艦 |
| ------------------ | --- |
| 竣工当時の「松島」 | |
| 艦級概観           | |
| 艦種               | 防護巡洋艦 |
| 艦名               | 地名（日本三景） |
| 前級               | 千代田 |
| 次級               | 秋津洲 |
| 要目（松島）       | |
| 排水量             | 常備：4,278トン |
| 全長               | 91.8m |
| 垂線長             | 89.9m （295ft） |
| 全幅               | 15.39m （50ft 6in） |
| 吃水               | 6.05m （19ft 10in） |
| 機関               | 形式不明石炭専焼円缶6基 +横置型3段膨張式3気筒レシプロ機関2基2軸推進 |
| 最大出力           | 5,400HP |
| 最大速力           | 16.0ノット |
| 航続距離           | 不明 |
| 燃料               | 石炭：670トン |
| 乗員               | 360名 |
| 兵装               | カネー 1890年型 32cm（38口径）単装砲1基 アームストロング 1887年型 12cm（40口径）単装速射砲12基（厳島と橋立は11基） アームストロング 7.6cm（40口径）単装速射砲6門 オチキス 4.7cm（43.5口径）単装機砲6基 35.6cm水上魚雷発射管単装4門（艦首1、艦尾1、舷側2）           |
| 装甲               | ハーヴェイ鋼 上甲板：39.7mm（1in9/16） 主甲板：38〜51mm（水平部）、75mm（甲板傾斜部）、127mm（機関部） 主砲防盾：100mm（最厚部） 主砲バーベット部：300mm（甲板上部） 揚弾筒：250mm 副砲防盾：110mm（最厚部） 司令塔：125（100+25）mm（側盾）、35（20+10）mm（天蓋） |

松島型防護巡洋艦（まつしまがたぼうごじゅんようかん）は、日清戦争及び日露戦争で活躍した旧日本海軍の巡洋艦。艦名から三景艦（さんけいかん）の愛称で知られる。

## 概要
松島型防護巡洋艦は3隻建造され、それぞれ松島（まつしま）、厳島（いつくしま）、橋立（はしだて）と命名されたが、日本三景である陸奥松島、安芸厳島（宮島）、丹後天橋立から名を取ったことが三景艦と呼ばれた所以である。
本型は艦名の優雅さから日本国民に親しまれたが、親しまれた理由は他に2点が存在する。
本型が建造されたのは、大国清との衝突が避けられない時期であった。中でもドイツとイギリスの支援を受けて艦隊を整備した清国北洋艦隊の主力である砲塔装甲艦定遠級「鎮遠（ちんえん）」、「定遠（ていえん）」の2隻は、ドイツの最新技術を用いた最新鋭の装甲艦だった。これらの艦の主砲にはクルップ社が清国装甲艦のために製造した30.5cm砲を4門採用しており、これは東洋最大級の艦砲であった。対する日本には、同系列のクルップ砲4門でも威力に劣る24cm砲を搭載する旧式の装甲艦「扶桑」1隻しか存在せず、定遠級は日本艦隊にとって大いなる脅威であった。そこで、この清国戦艦2隻に対抗するため、フランスから招聘した造船技官エミール・ベルタンの設計により松島型防護巡洋艦が誕生した。主砲はたった1門ながら清国艦隊の主力艦を撃破可能なカネー社の「32cm（38口径）砲」を搭載し、砲弾の大きさでは鎮遠、定遠を上回った。
しかし、当時の日本の港湾施設はベルタンの提唱した装甲艦クラスを運用するには能力不足で、加えて予算的に大型艦を購入できず、そのために艦の大きさはフランスの提示した物よりも小型にせざるを得ず、巨砲を小型の船体に収めるために装甲も機関も貧弱な物となった。だが国力の乏しい日本としては一生懸命背伸びをした結果であり、それだけに日本海軍及び国民がかけた期待は大きかった。これが理由の2つ目である。
理由の3つ目は、日清戦争での海上主力対決となった黄海海戦において、本型を主力とした連合艦隊が北洋艦隊を破ったことである。三景艦主砲の32cm砲はほとんど役に立たなかったが、副砲である速射砲と、高速を出せる艦隊の運動性の高さを生かし、撃沈はできないまでも敵戦艦の攻撃能力をほぼ奪った。続いて威海衛攻撃で北洋艦隊を全滅させ、本型は国民の期待に応えることができた。
本型はその後、主力艦の座を富士型などの戦艦に譲った。日露戦争では、本型3隻に加え、日清戦争時に鹵獲されたかつてのライバル「鎮遠」を加えた4隻を中心に、第三艦隊第五戦隊を編成した。これらの艦は主として哨戒や掃海で活躍した。また日本海海戦にも参加、バルチック艦隊を捕捉・触接し、敵艦隊の編成や動向を逐一通報する任を担った。
余談だが、本型は本来4隻建造される予定であった。しかし、上記にあるように本型の搭載する砲の運用には問題があり、佐雙左仲造船官の猛烈な反対に遭い、3隻で建造は打ち切りとなった。この処置は、3番艦および4番艦を国内建造するため招いたベルタンを憤激させ、契約が残っているにもかかわらず彼は帰国することとなった。なお、4番艦の名称は不明だが、一説には、4番艦の代わりに建造された「秋津洲」の艦名がその名前と言われている。もう一説には3隻でお払い箱にしたベルタンに恥をかかせぬよう日本三景の名を冠することで、はじめから3隻の予定であったことにするという日本ならではの思いやりであったとも言われている。
一隻当たり当時の貨幣価値で100万円。

## 艦形

### 松島

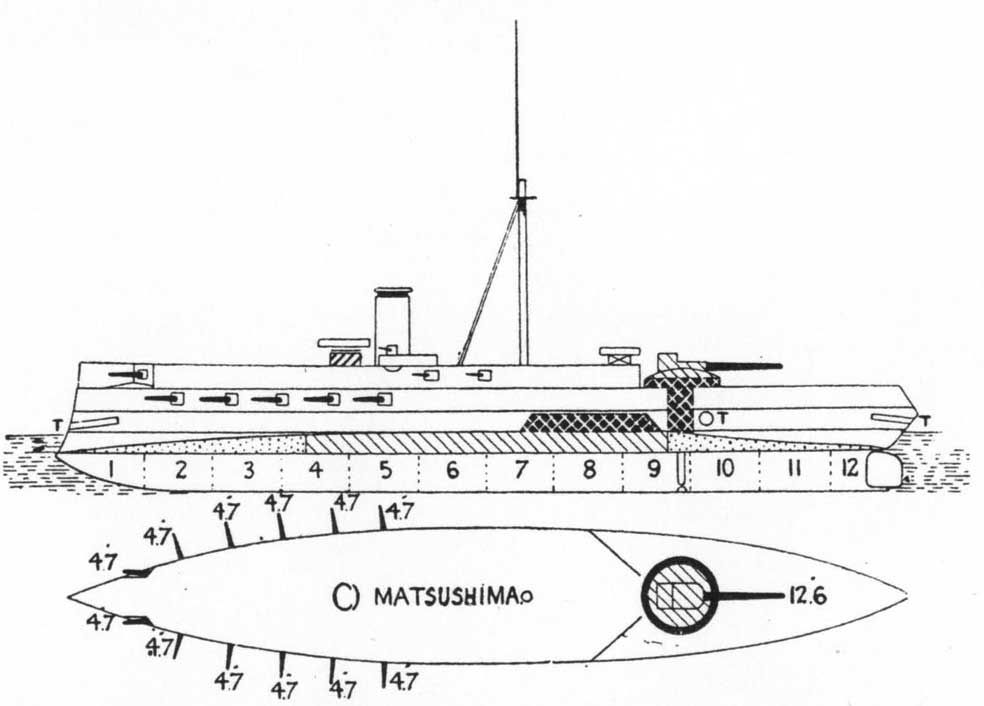
「松島」の武装と装甲の配置を示した図。

本型の船体形状は、当時のフランス海軍が主力艦から軽艦艇に至るまで主に導入していたタンブル・ホーム型船体である。これは、水線部から上の構造を複雑な曲線を用いて引き絞り、船体重量を軽減させる船体方式で、他国では帝政ロシア海軍やドイツ海軍、アメリカ海軍の前弩級戦艦や巡洋艦にも採用された。外見上の特徴として水線下部の艦首・艦尾は著しく突出し、かつ舷側甲板よりも水線部装甲の部分が突出するといった特徴的な形状をしている。このため、水線下から甲板に上るに従って船体は引き絞られ甲板面積は小さくなっている。この利点は、備砲の射界を船体で狭められずに広い射界を得られること、また当時の装甲配置方式は船体の前後に満遍なく装甲を貼る「全体防御方式」を採用したため、船体が短くなればその分だけ装甲を貼る面積が減り、船体の軽量化ができたことにある。
「松島」の船体形状は長船首楼型船体である。水面部に衝角をもつ艦首甲板上に、司令塔を基部にもつ船橋を両脇に付けた艦橋と、1本煙突の背後に、頂上部に二段の装甲化された見張り所を持つミリタリー・マストが1本立つ。ミリタリーマストとはマストの上部あるいは中段に軽防御の見張り台を配置し、そこに37mm - 47mmクラスの機関砲(速射砲)を配置した物である。これは、当時は水雷艇による奇襲攻撃を迎撃するために遠くまで見張らせる高所に対水雷撃退用の速射砲あるいは機関砲を置いたのが始まりである。形状の違いはあれどこの時代の列強各国の大型艦には必須の装備であった。その背後から甲板1段分下がった遮蔽物のない後部甲板上に「カネー 1890年型 32cm（38口径）単装砲」を据えた露砲塔があり、砲は後方へ向けて1基が配置された。舷側部には副砲の「アームストロング 12cm（40口径）速射砲」を片舷6基ずつ計12基備えた。位置は左右それぞれ艦首上部に1基、中甲板上に砲郭（ケースメイト）配置で5基である。この武装配置により、艦首方向に最大で12cm砲2門と4.7cm砲1門、左右方向に最大で32cm砲1門、12cm砲6門、艦尾方向に最大で32cm砲1門が指向できた。

### 橋立と厳島

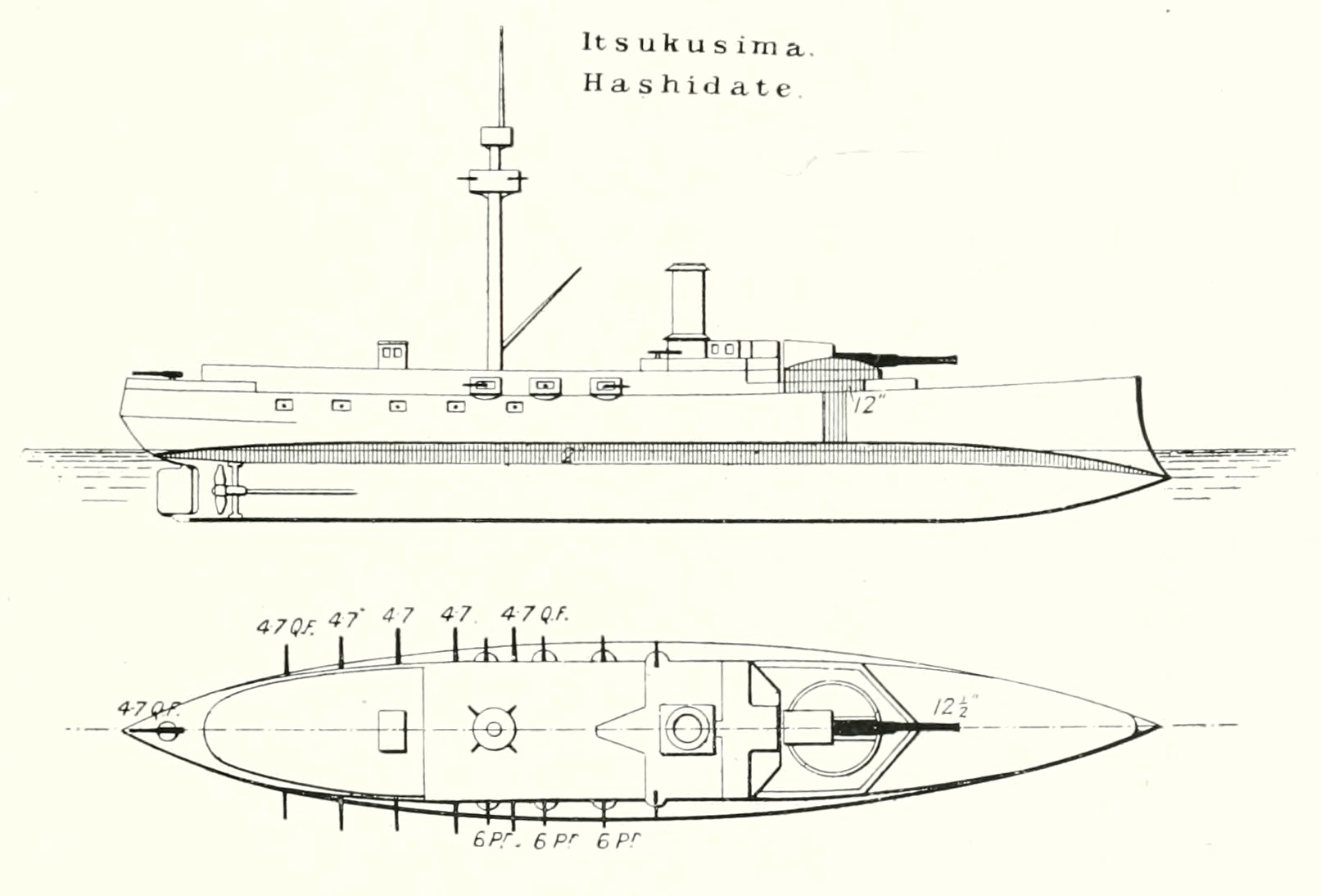
「厳島」の武装と装甲の配置を示した図。「橋立」も同じ配置である。

「橋立」と「厳島」の船体形状は平甲板型船体である。「松島」と異なり、水面部に衝角をもつ艦首から甲板上に32cm砲を1基配置した。その背後に司令塔を基部にもつ船橋（ブリッジ）を両脇に付けた操舵艦橋と1本煙突の背後に頂上部に二段の装甲化された見張り所を持つミリタリー・マストが1本立つ。舷側部には副砲の「アームストロング 12cm（40口径）速射砲」を船体後部の中甲板上に砲郭（ケースメイト）配置で片舷5基を、艦尾甲板上に後向きに1基の計11基を配置していた。この武装配置により艦首方向に最大で32cm砲1門、左右方向に最大で32cm砲1門、12cm砲6門、艦尾方向に最大で12cm砲1門が指向できた。

## 兵装

### 主砲

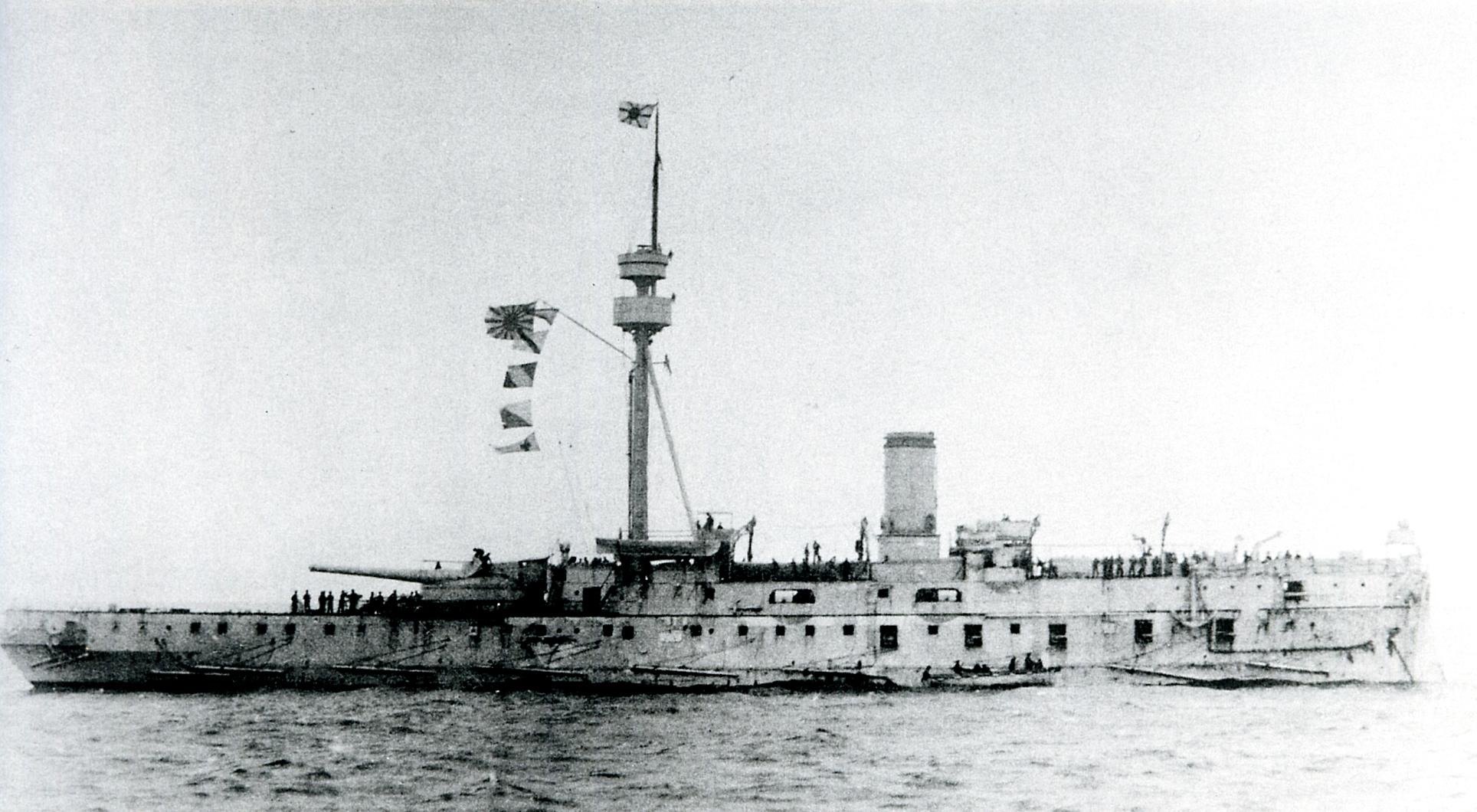
1893年に撮られた「松島」。艦尾甲板上に本級の主砲である「カネー 1890年型 32cm（38口径）砲」。一見、甲板上の主砲は砲塔に見えるが、実際は砲尾と装填機構を装甲カバーで覆った露砲塔である。艦首側の上甲板の防盾の付いた単装砲は7.6cm速射砲。水線部の縦長の砲門は12cm速射砲のもの。

本型の主砲には、フランスの砲熕兵器メーカーであるカネー社の「カネー 1890年型 32cm（38口径）後装填式ライフル砲」を採用した。性能は仰角10度で射撃した場合、重量400kgの砲弾を8,550mまで撃ち出した。威力は舷側装甲204mmを貫通でき、449kgの徹甲弾ならば射程8,000mで舷側装甲334mmを貫通できた。
この砲は新設計の単装式のカバー付き露砲塔に収められた。単装砲架に据え付けられた砲の俯仰能力は仰角10.5度・俯角4度である。旋回角度は艦の首尾線方向を0度として、左右140度の旋回角度を持ち、主砲身の俯仰・砲塔の旋回・砲弾の揚弾・装填は主に水圧で行われ、補助に人力を必要とした。発射速度は5分間に1発であった。

### 副砲、その他備砲

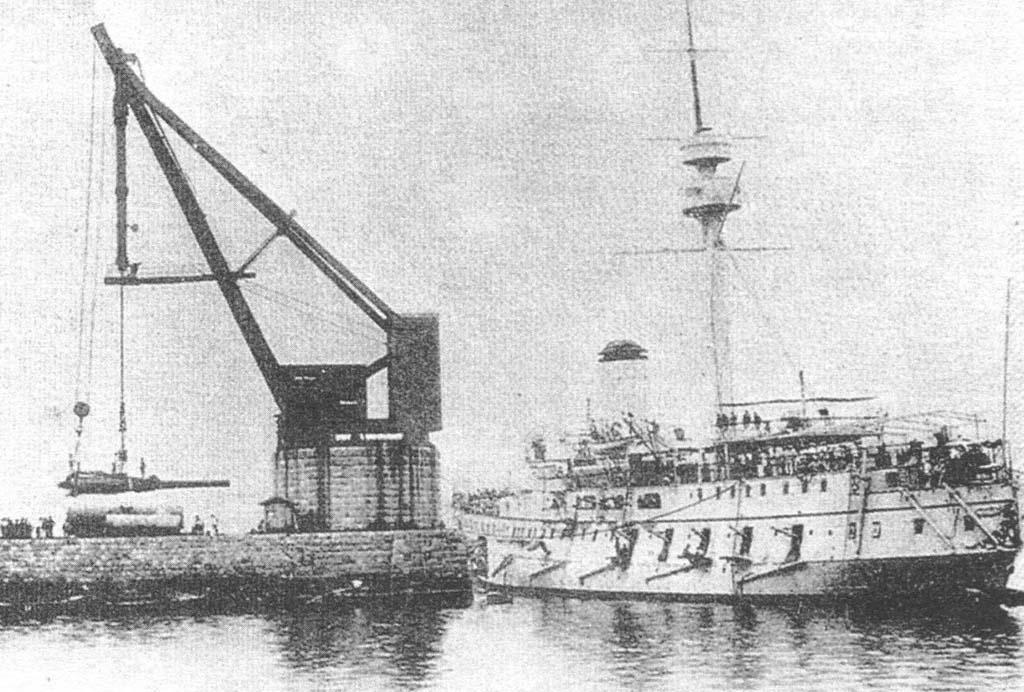
1893年に撮られた主砲を艤装中の「橋立」。クレーンに吊り下げられたのは32cm砲。
縦長の砲門がよく判る写真。

本型の副砲にはイギリスの兵器メーカー、アームストロング社の「アームストロング 1887年型 12cm（40口径）速射砲」を採用した。その性能は20.4kgの砲弾を、仰角20度で9,050mまで届かせた。砲は単装砲架に据え付けられ、俯仰能力は仰角20度・俯角3度である。旋回角度は舷側配置で150度の旋回角度を持ち、主砲身の俯仰・旋回・砲弾の揚弾・装填は主に人力を必要とした。発射速度は毎分5 - 6発であった。

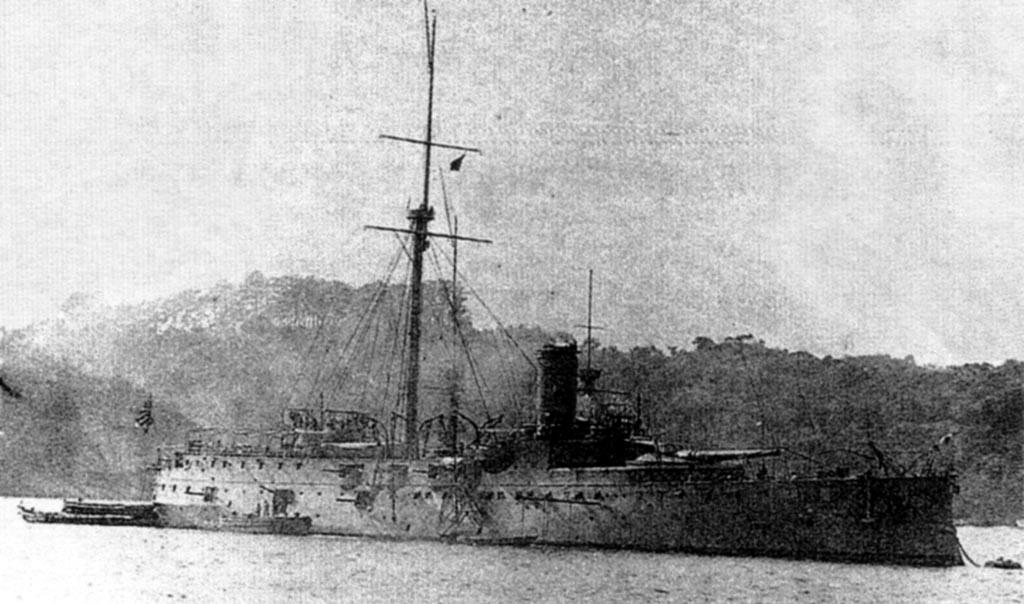
1908年に横須賀で撮られた「厳島」。本級の副砲は防盾の付いた単装砲架で、舷側部の横長の砲門に配置されていた事が良く判る写真。上側の防盾の丸い物は7.6cm速射砲。

本型の設計時の副武装にはカネー社の12cmライフル砲が採用予定であったが、建造途中で日本海軍がアームストロング社の速射砲を採用した。「松島」と「橋立」の砲門の形状は、じっくり狙いを付けて撃つライフル砲に合わせ、横幅のない形状だった。しかし操作の軽快な速射砲に合わせて改設計された「厳島」の砲門は射界をとるために形状が横長となっている。
その他、対水雷艇用に「7.6cm（40口径）速射砲」を単装砲架で片舷3基ずつ計6基を装備し、さらにオチキス社製の「オチキス 4.7cm（43.5口径）速射砲」を単装砲架で6基装備していた。また対艦攻撃用に35.6cm単装固定式水上魚雷発射管を4基、吃水線よりも高い位置に装備した。発射管は艦首と艦尾に1基ずつ、舷側に左右1基ずつで計4基を配置していた。

## 防御
本型の防御装甲の材質はハーヴェイ鋼であった。この時代の防御巡洋艦の常として水線部に装甲を持たず、凸型に膨らんだ船体形状の防御甲板は、舷側外壁と接続する部分は下方に傾斜させ、敵弾を石炭庫と甲板装甲の傾斜部で受け止める様式であった。
装甲厚は甲板上部が39.7mmで弾片防御とし、その下の主甲板は、水平部は38mmから51mmまでの装甲を貼り、舷側の傾斜部には75mm厚の装甲を用いた。機関部は厚さ127mmの装甲隔壁で覆われた。
甲板上の32cm露砲塔のバーベットは、最厚部で300mmの装甲板で覆われ、艦底部の弾薬庫から主砲弾を持ち上げる揚弾機を防御する筒部の厚さは250mmから300mmまでの装甲板で防御された。副砲の12cm速射砲は、砲架に厚さ110mmの防盾が付いていた。水線下は二重底であった。

## 機関

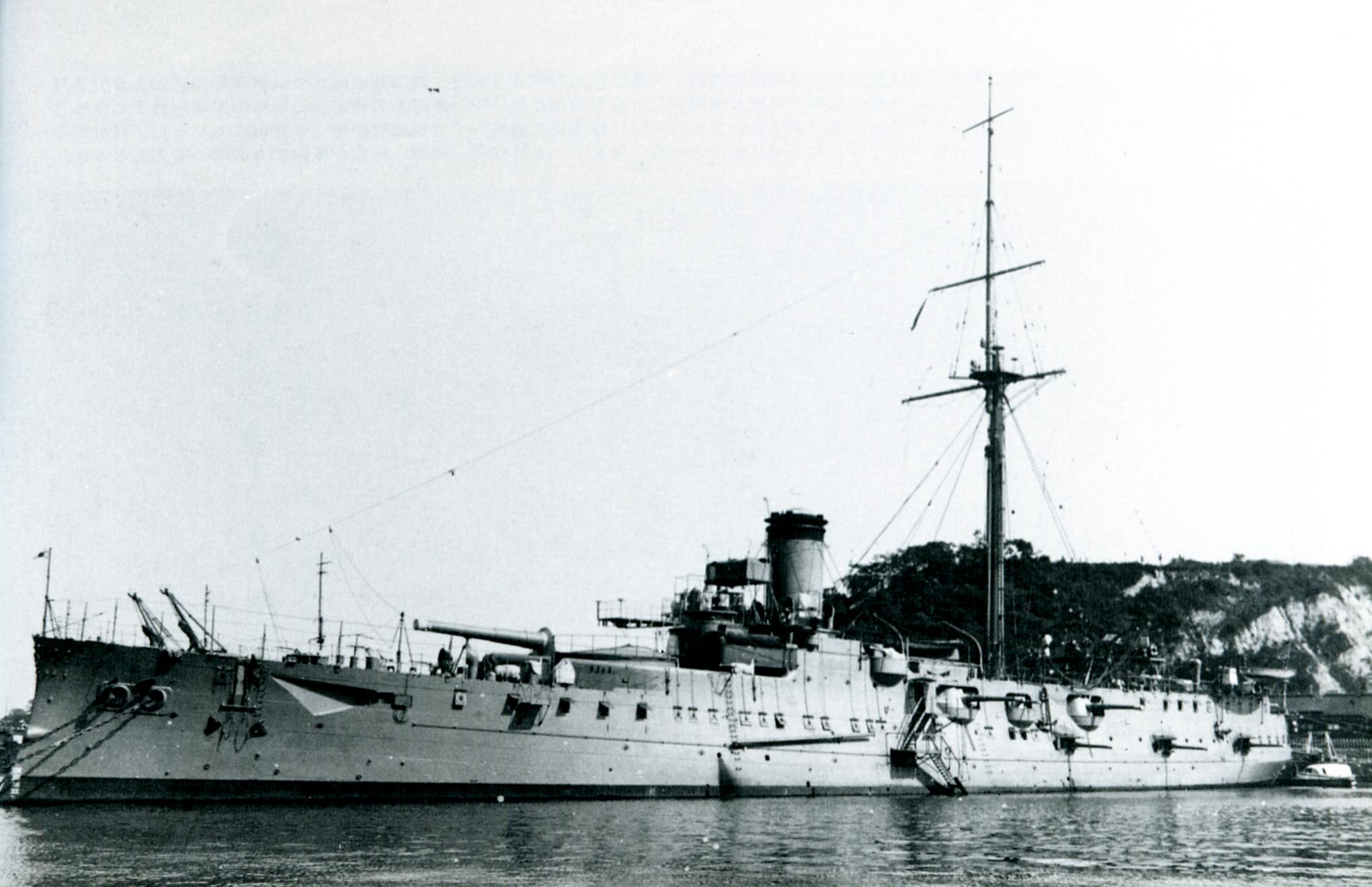
1916年に撮られた「橋立」。ボイラー換装後で煙突の形状が異なるのが判る写真。

本艦の機関構成は石炭専焼円缶（スコッチボイラー）6基だが、推進機関は通報艦「八重山」に次いで採用された横置き型3段膨張式3気筒レシプロ機関を用い、これは日本巡洋艦としては初の搭載だった。これを2基2軸推進とし、最大出力は5,400馬力を発揮、速力16.0ノットを出す設計だった。
本型のボイラーは欧州の最新技術を採用した。ボイラーが生み出す蒸気は、日本巡洋艦として初のフォックス波形炉筒と鋼製煙管を採用して高温・高圧化されたが、これらは当時の未熟な日本の技術能力では高度すぎる装置であり、「厳島」では故障が続発して日清戦争時代には「厳島」は12.8ノット、「橋立」は11ノット程度しか発揮できなかった。このため黄海海戦時には「松島」が旗艦を務める事例が生まれ、カタログデータ通りの性能を出すことは難しかった。そこで竣工後の1901年から1902年にかけ、本型は円缶から水管缶8基への換装が行われ、「松島」と「厳島」がベルヴィール式、「橋立」はボイラーを国産の宮原式に換装した。これにより遠洋航行に耐える性能が付与された。

## 同型艦
- 松島

F C de la Méditerranée社ラ・セーヌ造船所にて1888年2月に起工、1890年1月22日進水、1891年3月に就役。1906年より練習艦に類別。1908年4月30日に馬公市沖で火薬庫の爆発により喪失。
- 厳島

F C de la Méditerranée社ラ・セーヌ造船所にて1888年1月に起工、1889年7月11日進水、1891年8月に就役。1906年より練習艦に類別。1919年に潜水艦母艦となる。1922年に除籍後、解体処分。
- 橋立

横須賀海軍造船所にて1888年9月に起工、1891年3月24日進水、1894年6月に就役。1906年より練習艦に類別。1923年に除籍後、1927年に解体処分。